# Trofeo di golf Hassan II
Il Trofeo Hassan II (ufficialmente, in francese: Trophée Hassan II de Golf; spesso indicato anche con le denominazioni inglesi: Hassan II Trophy o Hassan II Golf Trophy) è un torneo di golf maschile, che si svolge in Marocco annualmente, seppure con alcune interruzioni, dal 1971. Dal 1991 si svolge parallelamente a quello maschile anche un torneo femminile, la Coppa Lalla Meryem. Prende il nome del re del Marocco Hassan II, appassionato di questo sport, che ne promosse la nascita.

## Storia
Dalla fondazione al 2010 si è svolto a Rabat, dal 2011 al 2015 ad Agadir, per poi fare ritorno nella capitale marocchina nel 2016.
A partire dal 2010 e fino al 2021 ha fatto parte del PGA European Tour.
Le edizioni 2020 e 2021 non si sono tenute a causa dell'emergenza COVID.
Era previsto il ritorno nella stagione 2022, come parte del PGA Tour Champions, ma l'evento è stato poi cancellato. Si è tornato a disputare dal 2023.

## Albo d'oro

### PGA Tour Champions (dal 2022)
| Anno | Vincitore        | Paese      | Punteggio  | Al par     | Margine di vittoria | Secondo classificato |
| ---- | ---------------- | ---------- | ---------- | ---------- | ------------------- | -------------------- |
| 2024 | Ricardo González | Argentina  | 209        | −10        | 1 colpo             | Thomas Bjørn         |
| 2023 | Stephen Ames     | Canada     | 210        | −9         | 2 colpi             | Mark Hensby          |
| 2022 | cancellato       | cancellato | cancellato | cancellato | cancellato          | cancellato           |

### PGA European Tour (2010-2021)
| Anno | Vincitore                                     | Paese                                         | Punteggio                                     | Al par                                        | Margine di vittoria                           | Secondo classificato                          |
| ---- | --------------------------------------------- | --------------------------------------------- | --------------------------------------------- | --------------------------------------------- | --------------------------------------------- | --------------------------------------------- |
| 2021 | non disputato a causa della pandemia COVID-19 | non disputato a causa della pandemia COVID-19 | non disputato a causa della pandemia COVID-19 | non disputato a causa della pandemia COVID-19 | non disputato a causa della pandemia COVID-19 | non disputato a causa della pandemia COVID-19 |
| 2020 | non disputato a causa della pandemia COVID-19 | non disputato a causa della pandemia COVID-19 | non disputato a causa della pandemia COVID-19 | non disputato a causa della pandemia COVID-19 | non disputato a causa della pandemia COVID-19 | non disputato a causa della pandemia COVID-19 |
| 2019 | Jorge Campillo                                | Spagna                                        | 283                                           | −9                                            | 2 colpi                                       | Sean Crocker Julian Suri Erik van Rooyen      |
| 2018 | Alexander Lévy                                | Francia                                       | 280                                           | −8                                            | 1 colpo                                       | Álvaro Quirós                                 |
| 2017 | Edoardo Molinari                              | Italia                                        | 283                                           | −9                                            | Playoff                                       | Paul Dunne                                    |
| 2016 | Wang Jeung-hun                                | Corea del Sud                                 | 283                                           | −5                                            | Playoff                                       | Nacho Elvira                                  |
| 2015 | Richie Ramsay                                 | Scozia                                        | 278                                           | −10                                           | 1 colpo                                       | Romain Wattel                                 |
| 2014 | Alejandro Cañizares                           | Spagna                                        | 269                                           | −19                                           | 5 colpi                                       | Andy Sullivan                                 |
| 2013 | Marcel Siem                                   | Germania                                      | 271                                           | −17                                           | 3 colpi                                       | David Horsey Mikko Ilonen                     |
| 2012 | Michael Hoey                                  | Irlanda del Nord                              | 271                                           | −17                                           | 3 colpi                                       | Damien McGrane                                |
| 2011 | David Horsey                                  | Inghilterra                                   | 274                                           | −13                                           | Playoff                                       | Rhys Davies Jaco van Zyl                      |
| 2010 | Rhys Davies                                   | Galles                                        | 266                                           | −25                                           | 2 colpi                                       | Louis Oosthuizen                              |

### Trofeo non ufficiale (1971–2009)
| Year      | Winner             | Country       | Runner(s)-up                               |
| --------- | ------------------ | ------------- | ------------------------------------------ |
| 2009      | non disputato      | non disputato | non disputato                              |
| 2008      | Ernie Els          | Sudafrica     | Simon Dyson                                |
| 2007      | Pádraig Harrington | Irlanda       | Darren Clarke                              |
| 2006      | Sam Torrance       | Scozia        | Raphaël Jacquelin                          |
| 2005      | non disputato      | non disputato | non disputato                              |
| 2004      | Erik Compton       | Stati Uniti   | José-Filipe Lima                           |
| 2003      | Santiago Luna      | Spagna        | Joakim Haeggman                            |
| 2002      | Santiago Luna      | Spagna        | Olivier Edmond Steve Lowery                |
| 2001      | Joakim Haeggman    | Svezia        | Santiago Luna Mark Roe                     |
| 2000      | Roger Chapman      | Inghilterra   | Shaun Micheel                              |
| 1999      | David Toms         | Stati Uniti   | Miguel Ángel Martín Chris Perry            |
| 1998      | Santiago Luna      | Spagna        | Tom Pernice Jr.                            |
| 1997      | Colin Montgomerie  | Scozia        | Donnie Hammond David Howell Henrik Nyström |
| 1996      | Ignacio Garrido    | Spagna        | Nick Price                                 |
| 1995      | Nick Price         | Zimbabwe      | Roger Chapman                              |
| 1994      | Martin Gates       | Inghilterra   | Scott Hoch Robert Karlsson                 |
| 1993      | Payne Stewart      | Stati Uniti   | Brian Claar Dillard Pruitt Wayne Westner   |
| 1992      | Payne Stewart      | Stati Uniti   | D. A. Weibring                             |
| 1991      | Vijay Singh        | Figi          | Payne Stewart                              |
| 1986-1990 | non disputato      | non disputato | non disputato                              |
| 1985      | Ken Green          | Stati Uniti   | Andrew Magee Ron Streck                    |
| 1984      | Roger Maltbie      | Stati Uniti   | Bruce Fleisher Richard Zokol               |
| 1983      | Ron Streck         | Stati Uniti   | Bob Eastwood                               |
| 1982      | Frank Conner       | Stati Uniti   | Lennie Clements                            |
| 1981      | Bob Eastwood       | Stati Uniti   | Bob Byman                                  |
| 1980      | Ed Sneed           | Stati Uniti   | Lee Trevino                                |
| 1979      | Mike Brannan       | Stati Uniti   | Ed Fiori Alan Tapie                        |
| 1978      | Peter Townsend     | Inghilterra   | Rod Funseth John Schroeder                 |
| 1977      | Lee Trevino        | Stati Uniti   | Billy Casper                               |
| 1976      | Salvador Balbuena  | Spagna        | George Burns Danny Edwards Curtis Strange  |
| 1975      | Billy Casper       | Stati Uniti   | Tommy Aaron                                |
| 1974      | Larry Ziegler      | Stati Uniti   | Lu Liang-Huan                              |
| 1973      | Billy Casper       | Stati Uniti   | Rod Funseth                                |
| 1972      | Ron Cerrudo        | Stati Uniti   | Al Geiberger                               |
| 1971      | Orville Moody      | Stati Uniti   | Jerry Heard                                |